# Pahlavi (dinastija)
| Reza-šah Pahlavi(vl. 1925. – 1941.)  |  | Reza-šah Pahlavi(vl. 1925. – 1941.) |
| Reza-šah Pahlavi (vl. 1925. – 1941.) |  | M. Reza Pahlavi (vl. 1941. – 1979.) |

Pahlavi (perz. دودمان پهلوی), iranska vladarska dinastija od 1925. do 1979. godine. Dinastija je imenovana prema starovjekovnom iranskom pismu, a vladarska titula bila je šah. Sastojala se od samo dva vladara: osnivača Reza-šaha i njegovog sina M. Reze Pahlavija. Prvi je 1923. godine postao je premijerom u kadžarskoj vladi, a dvije godine kasnije iskoristivši slabosti nakon ustavne revolucije (1906. – 1925.) pučem je svrgnuo Ahmed-šaha i postavio se kao novi monarh Irana. Vladao je do 16. rujna 1941. godine kada je zbog sovjetsko-britanskog pritiska bio prisiljen abdicirati u korist sina. On je u ustavnoj krizi 1953. godine došao je u sukob s predsjednikom vlade i vođom Nacionalne stranke Irana M. Mosadegom koji se protivio velikim ovlastima monarha i sudjelovanju stranoga kapitala u iranskoj naftnoj industriji. M. Reza Pahlavi sklonio se u Italiju, ali se poslije intervencije vojske i koja u je pružila podršku vratio u zemlju i oborio Mosadega s vlasti. Reformama iz 1963. pokušao je modernizirati državu. Povezanost s američkim kapitalom, pretjerano bogaćenje i odvlačenje bogatstva iz zemlje, nedemokratski režim vlasti s osloncem na vojsku i nasilno gušenje opozicije, izazvali su otpor naroda, na koji su počeli najviše utjecati vjerski vođe muslimana šijita. Nezadovoljne mase predvođene ajatolahom Ruholahom Homeinijem povele su revoluciju protiv monarhije pa je vladar pod sveopćim pritiskom 1979. godine napustio zemlju. Kada je u ožujku 1979. referendumom izglasovana Islamska Republika Iran, vlast dinastije Pahlavi formalno je prestala.

## Poveznice
- Kadžarska dinastija
- Iranska revolucija

## Vanjske poveznice
- (engl.) Britannica. 2012. Pahlavi dynasty. Encyclopædia Britannica. Encyclopædia Britannica, Inc.. Chicago, Illinois. ISBN 9781593393106. OCLC 71783328

Ostali projekti
|  | Zajednički poslužitelj ima još gradiva o temi Dinastija Pahlavi |